# Laurent Desbiens
Laurent Desbiens (Mons-en-Barœul, 16 september 1969) is een voormalig Frans wielrenner die beroepsrenner was tussen 1992 en 2001. Tot zijn overwinningen behoren onder andere de Vierdaagse van Duinkerken en een etappe in de Ronde van Frankrijk. In 1998 droeg de uit het noorden van Frankrijk afkomstige Desbiens enkele dagen de gele trui tijdens de Tour. In 2013 werd bij een parlementaire onderzoekscommissie naar dopingbestrijding duidelijk dat in 2004 sporen van EPO waren aangetroffen in de urinestalen van Desbiens uit de Ronde van Frankrijk in 1998.

## Belangrijkste overwinningen
1991
- Ronde van Gironde

1993
- 1e etappe Vierdaagse van Duinkerken
- Eindklassement Vierdaagse van Duinkerken

1994
- 3e etappe Midi Libre

1996
- Ronde van de Vendée

1997
- 1e etappe Midi Libre
- 11e etappe Ronde van Frankrijk

1998
- Dwars door Morbihan

1999
- 4e etappe Ronde van de Limousin
- 4e etappe Dauphiné Libéré

## Resultaten in voornaamste wedstrijden
| Jaar | Ronde van Italië | Ronde van Frankrijk | Ronde van Spanje |
| ---- | ---------------- | ------------------- | ---------------- |
| 1993 | 71e              | 109e                |                  |
| 1994 |                  | opgave              |                  |
| 1995 | opgave           |                     |                  |
| 1996 |                  |                     |                  |
| 1997 |                  | 127e (1)            | opgave           |
| 1998 |                  | 61e                 |                  |
| 1999 |                  | 100e                |                  |
| 2000 |                  | opgave              |                  |
| 2001 | 102e             | opgave              |                  |

| Jaar | Milaan-San Remo | Gent-Wevelgem | Ronde van Vlaanderen | Parijs-Roubaix | Bretagne Classic |
| ---- | --------------- | ------------- | -------------------- | -------------- | ---------------- |
| 1993 |                 |               | 91e                  | 50e            |                  |
| 1994 |                 |               | 45e                  |                | 11e              |
| 1995 |                 | 70e           | 90e                  |                | 6e               |
| 1996 |                 | 49e           | 35e                  | 39e            |                  |
| 1997 | 65e             | 61e           | 85e                  | 22e            |                  |
| 1998 |                 | 5e            |                      |                |                  |
| 1999 |                 |               |                      |                |                  |
| 2000 |                 |               |                      |                |                  |
| 2001 |                 |               |                      |                |                  |